# Karol Brunon Kunkel
Karol Brunon Kunkel (ur. 8 listopada 1913 w Jezioranach (wówczas Seeburg), zmarł 30 stycznia 2012 w Bensheim) – ksiądz katolicki, więzień obozów Ravensbrück i Dachau.

## Życiorys
Syn kupca Karola Kunkela i Marty z domu Austin. Maturę uzyskał w 1932 w gimnazjum w Braniewie (ówczesnym Braunsbergu). Potem kontynuował naukę w braniewskim seminarium duchownym. Święcenia kapłańskie przyjął 6 marca 1938 w katedrze we Fromborku z rąk biskupa warmińskiego Maximiliana Kallera. Był wikariuszem w parafii NSJ w Olsztynie. Za kazania i pracę w z młodzieżą był przesłuchiwany na gestapo (1940). W grudniu 1941 został wikariuszem w parafii św. Jana Chrzciciela w Królewcu. Pełnił funkcję diecezjalnego duszpasterza młodzieży (od lipca 1944). Współpracował z osobami przygotowującymi spisek (20 lipca 1940) na Hitlera. Po przeszukaniu jego mieszkanie został zesłany do obozu w Ravensbrück, a od marca 1945 do Dachau. Później więziony przez SS, jako zakładnik wywieziony do południowego Tyrolu, gdzie został uwolniony 4 maja 1945 przez amerykańską armię. W tym samym roku został duszpasterzem w Schlehdorf k. Monachium. Został rektorem Biskupiego Konwiktu w Bensheim, a w 1956 proboszczem w Mainz-Kostheim (obecnie okręg w Wiesbaden), gdzie posługiwał aż do przejścia w stan spoczynku w roku 1979.
W uznaniu za długoletniej posługi duszpasterskiej został wyróżniony przez jego biskupa honorowym tytułem „Geistlicher Rat”.
Zmarł 30 stycznia 2012 roku, w wieku 98 lat. Został pochowany 3 lutego 2012 na cmentarzu Bernstein-Mitte.